# Otisani
Otisani (macedónul: Отишани) település Észak-Macedóniában, a Délnyugati körzet Debari járásában.

## Népesség
| Lakosok száma | 281  | 295  | 328  | 355  | 447  | 566  | 544  | 530  | 331  |
|               | 1948 | 1953 | 1961 | 1971 | 1981 | 1991 | 1994 | 2002 | 2021 |

2002-ben 530 lakosa volt, akik közül 302 macedón, 170 török, 46 albán, 12 egyéb.